# Райт, Томас (гравёр)
То́мас Райт, Рейт (англ. Thomas Wright; 1792—1849) — английский рисовальщик, гравёр и живописец, долгое время работавший в Российской империи. Академик Императорской Академии художеств; представитель Россики.

## Биография
Томас Райт родился в 1792 году в Лондоне. Учился у Г. Мейера. Был женат на сестре Джорджа Доу, вместе с которым много работал. В 1822 году приехал в Россию для помощи своему тестю в работе над портретами для Военной галереи в Зимнем дворце. Вместе с младшим братом Дж. Доу, Генри Доу, выполнял репродукционные гравюры с портретируемых. В 1822 году ими было объявлено об издании «Собрания портретов Военной Галереи»; издание было задумано в широком масштабе, но вышло в гораздо меньшем количестве портретов. Дополнительно Райт предпринял издание: «Les contemporains Russes», тетрадями по 12 портретов в каждой; издание это, однако, далее 1-го выпуска также не пошло. Тем не менее, за труды по гравированию Томас Райт был избран членом Академии Стокгольмской и Флорентийской; Петербургская Академия художеств, по предложению Николая Уткина, избрала его в 1824 году в назначенные академики за гравюры по оригиналам Антониса Ван Дейка и Дж. Доу.
После смерти Дж. Доу, Томас Райт в 1830 году вновь приехал в Россию по делам наследства тестя. Он закончил начатые Дж. Доу три поясных портрета генералов, а также портрет великого князя Константина Павловича. В 1833 году, после того, как Райт выставил 54 гравированных им портрета, Императорская Академия художеств избрала его Почётным вольным общником. В 1836 году, за представленные 14 акварельных портретов, он получил звание академика Академии художеств. В этот период Райт занимался, в основном, акварелью.
В последний месяц жизни А. С. Пушкина Райт выполнил рисунок поэта, ныне утерянный, с которого, используя посмертную маску, создал гравюру, о которой И. Е. Репин отозвался так: «… обратите внимание… что в наружности Пушкина отметил англичанин! Голова общественного человека. Лоб мыслителя». Томас Райт также выполнил в 1844 году серию карандашных рисунков вдовы поэта Н. Н. Гончаровой и её старших детей.
Количество награвированных им портретов огромно; не считая всех портретов, исполненных им за границей, он в России награвировал 86 портретов и рисунков, которые перечислены Д. А. Ровинским в «Подробном словаре русских граверов»: кроме портрета Пушкина им были выполнены портреты Александра I и членов его семьи, В. А. Жуковского, Н. И. Греча, К. Я. Булгакова, графа М. Ю. Виельгорского, А. Н. Оленина, А. Ф. Львова, графа Ф. П. Толстого, князя B. C. Голицына, Н. С. Мордвинова, многих генералов и сановников.
Среди его учеников был Егор Иванович Гейтман.

## Галерея

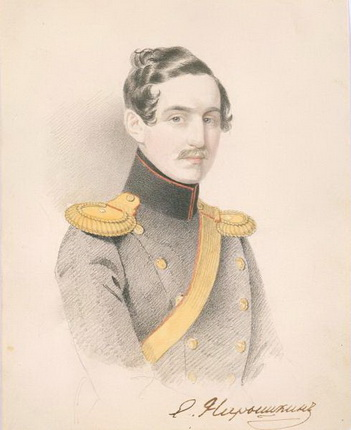
Э. Д. Нарышкин
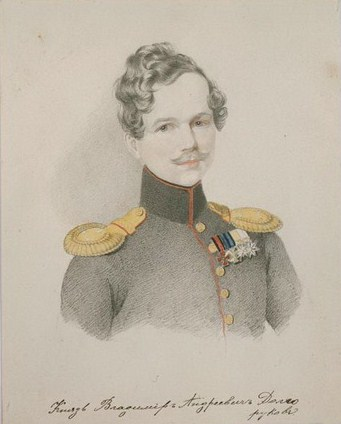
В. А. Долгоруков
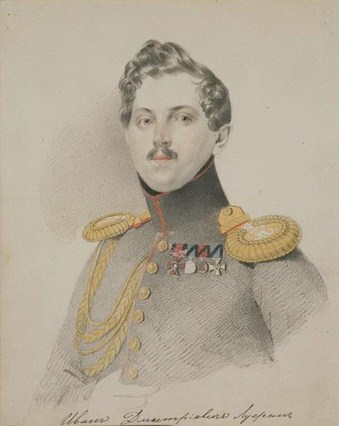
И. Д. Лужин
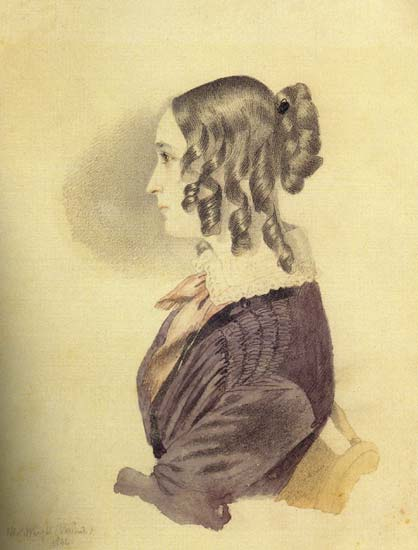
Н. Н. Гончарова
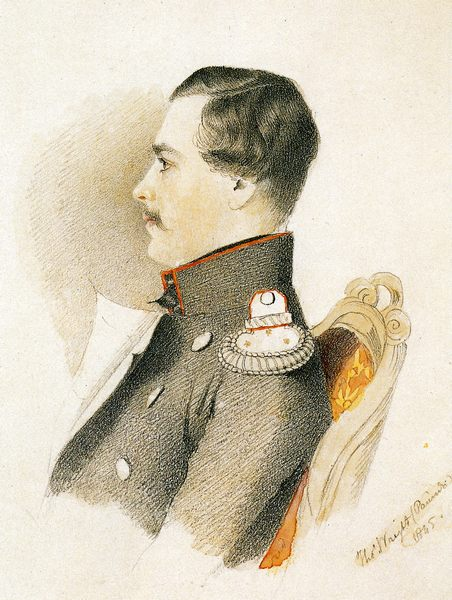
М. Д. Обресков
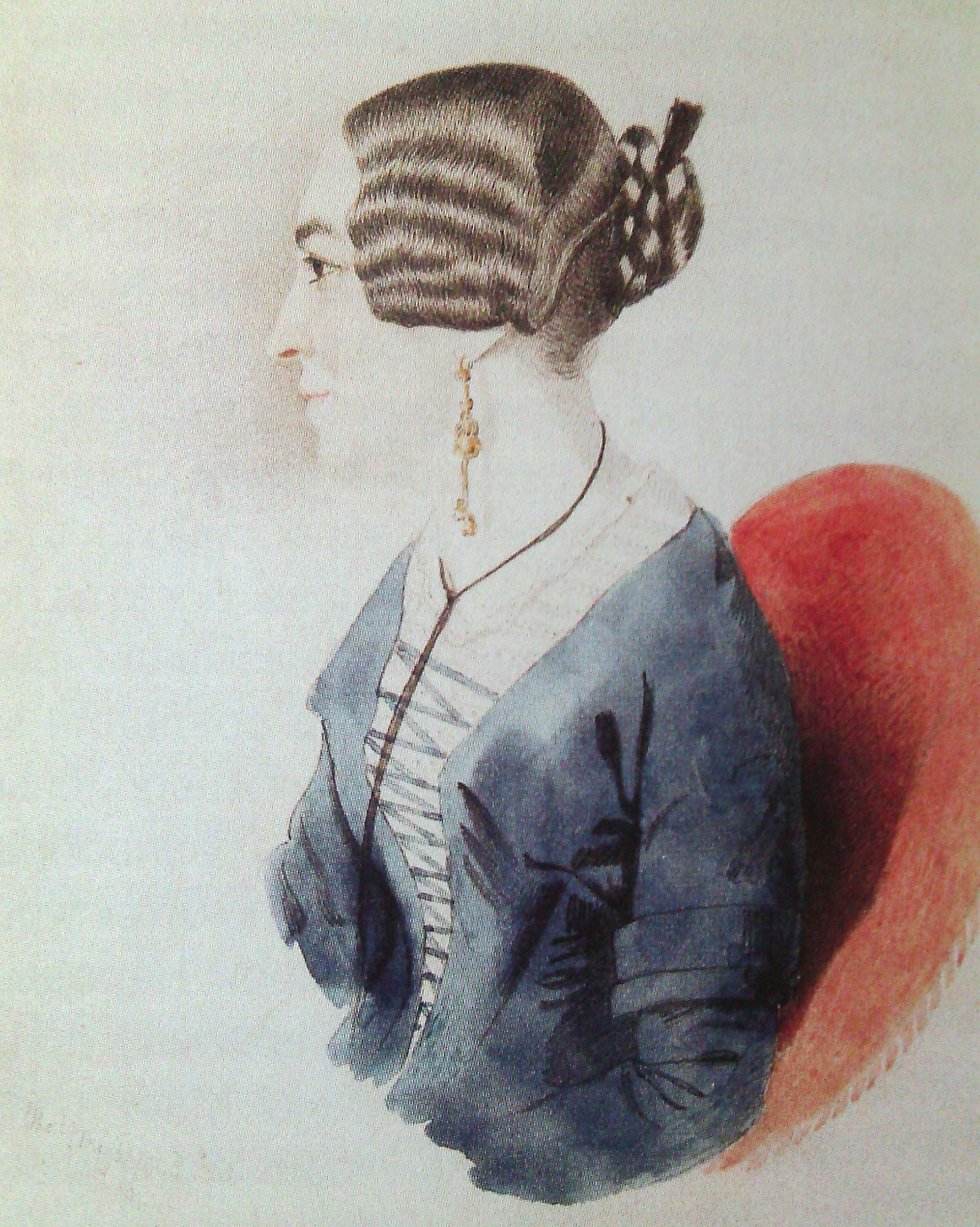
С. Н. Карамзина